# Sant Pere de Dalmau
Sant Pere de Dalmau o Sant Pere de Mur, és una obra del municipi de Sant Llorenç Savall (Vallès Occidental) protegida com a bé cultural d'interès local.

## Descripció
Sant Pere de Dalmau i la masia de can Dalmau estan molt a prop l'una de l'altre, a ponent del pujol de Rocamura, al vessant esquerre de la Vall d'Horta.
La masia és de dos plantes amb la teulada a dues vessants. Té un graner i el barri o era al davant.
La capella és petita i de planta rectangular. No conserva avui dia la mateixa imatge que oferia en l'època de la seva inauguració en el 1101. No té absis, ja que li va ser suprimida a principis del segle xviii.
En l'interior la nau rectangular està coberta amb volta de canó. Actualment la l'orientació de l'església està capgirada perquè en el mur on hi havia l'absis s'ha obert la porta d'entrada amb una inscripció a la llinda que diu "Antoni Dalmau, 1722"; per sobre de la porta hi ha un òcul i coronant la façana un campanar d'espadanya d'un ull que també és fruit de la reforma. A migdia i a tramuntana s'hi poden veure encara dues portes tapiades, de caràcter romànic, amb arcs de descàrrega, timpà llis i llinda.
El parament és força regular, fet de pedres escapçades de petites dimensions excepte als angles i a les portes que es van fer servir carreus de pedra.

## Història
Can Dalmau està documentat des del segle xiv. Estava sota el domini del monestir de Montserrat malgrat la proximitat del castell de Pera. Va ser habitat per la família Comapregona fins a l'any 1695, moment en què passà a mans de la família Gibert de Mura i patí una profunda reconstrucció.
El nom original de la capella és Sant Pere del Mur però més endavant va prendre el nom de Dalmau per la proximitat amb la masia. No es coneix la data de construcció de l'església tot i que apareix documentada la dedicació feta pel Bisbe de Barcelona l'any 1101. Sembla probable que fou bastida en una data anterior. En el segle xviii el temple experimentà obres de reformes capgirant-se l'orientació del temple i suprimint-ne l'absis original; a més es van modificar les obertures. La data de 1722 inscrita a la llinda juntament amb el nom Antoni Dalmau segurament fa referència a aquesta intervenció.